# شهرداری ویلاکا
شهرداری ویلاکا (به لاتین: Viļaka Municipality) یک شهرداری در لتونی است. شهرداری ویلاکا ۶٬۵۴۵ نفر جمعیت دارد.